# Ivo Knoflíček
Ivo Knoflíček (* 23. února 1962, Kyjov) je český, potažmo československý bývalý fotbalový útočník a trenér. Jeho mladší bratr Luboš Knoflíček je bývalý ligový fotbalista.

## Klubová kariéra
Začínal v domovských Šardicích (1970-1974), v žákovském věku přestoupil do Zbrojovky Brno, kde působil až do dorostu (1974-1980). Po jednom ročníku (1980-1981) v Sigmě Olomouc zamířil do Slavie Praha, kde začal v roce 1981 hrát Československou ligu. Po vojně v RH Cheb se vrátil a v roce 1985 se stal nejlepším střelcem ligy. V roce 1988 spolu s Lubošem Kubíkem emigrovali ze soustředění Slavie v NSR do Anglie. Následoval zákaz startu, Knoflíček rok a půl absentoval, dočkal se až v německém FC St. Pauli. Po působení ve VfL Bochum a SK Vorwärts Steyr se v roce 1994 vrátil na chvíli do Slavie Praha, pak postoupil s Benešovem do ligy. Končil v druholigové Příbrami, kde zažil postup a sloučení s Duklou.

## Reprezentační kariéra
Za československou reprezentaci nastoupil v letech 1983–1992 ke 38 utkáním (bilance 16 výher, 9 remíz a 13 proher), v nichž vstřelil 7 gólů. V těchto 7 zápasech, v nichž skóroval, nikdy neprohrál, šestkrát s týmem zvítězil a jednou utkání skončilo remízou.
V současnosti je asistentem trenéra Michala Petrouše v juniorském týmu Slavie Praha.

### Reprezentační góly za A-mužstvo
Seznam gólů Iva Knoflíčka v československé reprezentaci
| Gól | Datum        | Stadion                         | Soupeř    | Skóre (min.) | Výsledek | Soutěž                   | Gól         |
| --- | ------------ | ------------------------------- | --------- | ------------ | -------- | ------------------------ | ----------- |
| 010 | 016. 5. 1984 | Stadion Evžena Rošického, Praha | Dánsko    | 01:00 (53.)  | 1:0      | přátelské utkání         | padl ze hry |
| 02  | 023. 4. 1986 | Nitra, Československo           | NDR       | 01:00 (62.)  | 2:0      | přátelské utkání         | padl ze hry |
| 03  | 010. 9. 1986 | Stadion Evžena Rošického, Praha | Nizozemí  | 01:00 (45.)  | 1:0      | přátelské utkání         | padl ze hry |
| 04  | 15. 10. 1986 | Za Lužánkami, Brno              | Finsko    | 02:00 (43.)  | 3:0      | kvalifikace na Euro 1988 | padl ze hry |
| 05  | 029. 4. 1987 | Racecourse Ground, Wrexham      | Wales     | 00:10 (75.)  | 1:1      | kvalifikace na Euro 1988 | padl ze hry |
| 06  | 11. 11. 1987 | Letná, Praha                    | Wales     | 01:00 (32.)  | 2:0      | kvalifikace na Euro 1988 | padl ze hry |
| 07  | 024. 2. 1988 | La Rosaleda, Málaga             | Španělsko | 01:10 (44.)  | 1:2      | přátelské utkání         | padl ze hry |

## Ligová bilance
| Ročník                                   | Zápasy | Góly | Klub              |
| ---------------------------------------- | ------ | ---- | ----------------- |
| 1. československá fotbalová liga 1981/82 | 26     | 2    | Slavia Praha      |
| 1. československá fotbalová liga 1982/83 | 29     | 6    | RH Cheb           |
| 1. československá fotbalová liga 1983/84 | 23     | 2    | RH Cheb           |
| 1. československá fotbalová liga 1984/85 | 28     | 21   | Slavia Praha      |
| 1. československá fotbalová liga 1985/86 | 15     | 6    | Slavia Praha      |
| 1. československá fotbalová liga 1986/87 | 30     | 8    | Slavia Praha      |
| 1. československá fotbalová liga 1987/88 | 28     | 11   | Slavia Praha      |
| Německá fotbalová Bundesliga 1989/90     | 12     | 2    | FC St. Pauli      |
| Německá fotbalová Bundesliga 1990/91     | 15     | 2    | FC St. Pauli      |
| Německá fotbalová Bundesliga 1991/92     | 10     | 1    | VfL Bochum        |
| Rakouská fotbalová Bundesliga 1992/93    | 22     | 2    | SK Vorwärts Steyr |
| 1. česká fotbalová liga 1993/94          | 9      | 1    | SK Slavia Praha   |
| 1. česká fotbalová liga 1994/95          | 29     | 5    | SK Slavia Praha   |
| 1. česká fotbalová liga 1997/98          | 16     | 1    | FC Dukla Příbram  |
| CELKEM                                   | 292    | 70   |                   |